# Иваненко, Игорь Васильевич
Игорь Васильевич Иваненко (15 октября, 1948, Мена, Черниговская область, Украинская ССР, СССР — 14 апреля, 2001, Одесса, Украина) — советский футболист, украинский тренер. Мастер спорта СССР (1974). Бронзовый призёр чемпионата СССР (1974).
Образование высшее. Окончил Каменец-Подольский педагогический институт (1968) и Высшую школу тренеров в Москве (1983).

## Биография
Начинал играть в футбол в Каменец-Подольском в 1964 году.
Первой командой мастеров стало каменец-подольское «Подолье», в котором провёл три сезона в классе Б.
В 1970 году перешёл в винницкий «Локомотив», однако долго в нём не задержался и из-за натянутых отношений с наставником «железнодорожников» Абрамом Лерманом из команды сбежал. В том же году перебрался в семипалатинский «Цементник», где обратил на себя внимание тренеров алма-атинского «Кайрата», включивших Иваненко в заявку сборной Казахской ССР на матчи Спартакиады народов СССР. Зимой 1972 года нападающий оказался перед выбором — уезжать в Хмельницкий, в местное «Динамо», или оставаться в Семипалатинске. При этом тренеры обеих команд шантажировали Иваненко дисквалификацией. Ситуация разрешилась новым побегом — на этот раз в Хмельницкий, где форварда спас призыв в армию, которую он проходил в рядах местного «Динамо».
В Хмельницком нападающего заметили тренеры киевского «Динамо», и в 1972 году Иваненко оказался в дубле киевского клуба. Был заявлен под фамилией Бурлака, так как тренеры киевлян опасались, что два его побега из предыдущих команд могут обернуться серьезными санкциями Федерации футбола СССР. Дальнейшие перспективы Иваненко в «Динамо» оказались весьма туманны.
Зимой 1973 года в услугах Иваненко заинтересовался наставник одесского «Черноморца» Анатолий Зубрицкий, и 9 апреля того года он дебютировал в матче с липецким «Металлургом», а по итогам сезона стал обладателем малых золотых медалей и путёвки в высшую лигу.
В 1974 году Иваненко завоевал «бронзу» чемпионата СССР, но провёл в составе «моряков» лишь 13 матчей, что было следствием его непростых отношений с Ахмедом Алескеровым, окончательно разругавшись с которым весной 1975 года он отправился в рижскую «Даугаву», которую предпочёл «Днепру» и хмельницкому «Динамо».
В одесском СКА Иваненко отыграл свыше ста матчей и забил около полсотни мячей. Именно в СКА за мастерскую игру головой низкорослому форварду болельщики одесских армейцев дали прозвище «Воздушный истребитель», и именно за яркие выступления в составе СКА он был удостоен попадания в 2001 году в число лучших футболистов Одессы XX века.
Тренерскую карьеру Иваненко начал в 1983 году после Высшей школы тренеров. Долгие годы работал в СДЮСШОР «Черноморец» и ДЮСШ СКА (Одесса), на любительском уровне работал с ильичёвским «Портовиком». Внёс вклад в становление женского футбола в Одессе, работая в конце 80-х — начале 90-х с командой «Черноморочка». Два сезона отработал во второй лиге Украины с одесским «Динамо». И, наконец, проявил тренерский талант на посту главного тренера одесского «Сигнала», который трижды подряд приводил к победе в чемпионате Одессы, завоевал Кубок города, и выиграл турнир полицейских сил Европы, проходившем в итальянской Равенне.
Скончался 14 апреля 2001 года, успев принять участие в масштабном опросе, определившем лучшего футболиста Одессы XX века.